# Deutschland sucht den Superstar/Staffel 9

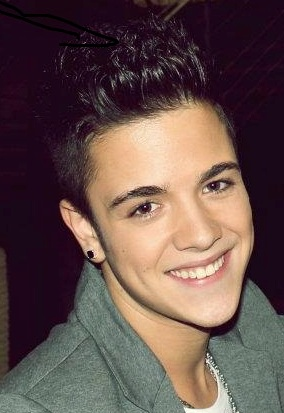
Luca Hänni, der Sieger der neunten Staffel.

Die neunte Staffel der deutschen Gesangs-Castingshow Deutschland sucht den Superstar wurde vom 7. Januar bis zum 28. April 2012 im Programm des Fernsehsenders RTL ausgestrahlt.
Neue Juroren neben Dieter Bohlen waren Natalie Horler und Bruce Darnell. Die in früheren Staffeln für Kandidaten gültige Altersobergrenze von 30 Jahren wurde aufgehoben. Erstmals erhielt der Gewinner neben einem Plattenvertrag auch eine Siegprämie von 500.000 Euro. Der Recall mit den besten 36 Kandidaten fand erneut auf den Malediven statt.
Im Finale konnte sich Luca Hänni gegen Daniele Negroni durchsetzen.
Das von Nina Moghaddam präsentierte Format Deutschland sucht den Superstar – Das Magazin wurde letztmals während der neunten Staffel ausgestrahlt.

## Kandidaten der Mottoshows
| Platz       | Kandidat         | Ausgeschieden am | Motto                                                    |
| ----------- | ---------------- | ---------------- | -------------------------------------------------------- |
| 1.          | Luca Hänni       | Gewinner         | Finale Lied nach Wahl, Staffel-Highlight und Siegertitel |
| 2.          | Daniele Negroni  | 28. April        | Finale Lied nach Wahl, Staffel-Highlight und Siegertitel |
| 3.          | Jesse Ritch      | 21. April        | Halbfinale (kein bestimmtes Motto)                       |
| 4.          | Fabienne Rothe   | 14. April        | Klassik, Pop und Rock                                    |
| 5.          | Joey Heindle     | 7. April         | Unplugged vs. Power Songs                                |
| 6.          | Kristof Hering   | 31. März         | Solo & Duette                                            |
| 7.          | Hamed Anousheh   | 24. März         | Ab in den Süden                                          |
| 8.          | Vanessa Krasniqi | 17. März         | Herzenssongs für Dich                                    |
| 9.          | Silvia Amaru     | 10. März         | Party Hits                                               |
| 10.         | Thomas Pegram    | 3. März          | Hammer Hits                                              |
|             |                  |                  |                                                          |
| 11. bis 16. | Christian Schöne | 25. Februar      | Wer schafft es in die Top 10?                            |
| 11. bis 16. | Jana Škoļina     | 25. Februar      | Wer schafft es in die Top 10?                            |
| 11. bis 16. | Ursula James     | 25. Februar      | Wer schafft es in die Top 10?                            |
| 11. bis 16. | Marcello Ciurlia | 25. Februar      | Wer schafft es in die Top 10?                            |
| 11. bis 16. | Dennis Richter   | 25. Februar      | Wer schafft es in die Top 10?                            |
| 11. bis 16. | Angel Burjansky  | 25. Februar      | Wer schafft es in die Top 10?                            |

## Mottoshows und Resultate
|          | Top-16-Show Wer schafft es in die Top 10? | Mottoshow 1 Hammer Hits | Mottoshow 2 Party Hits | Mottoshow 3 Herzenssongs für Dich | Mottoshow 4 Ab in den Süden | Mottoshow 5 Solo und Duette | Mottoshow 6 Unplugged vs. Power Songs | Mottoshow 7 Klassik, Pop und Rock | Mottoshow 8 Halbfinale | Mottoshow 9 Finale |
| -------- | ----------------------------------------- | ----------------------- | ---------------------- | --------------------------------- | --------------------------- | --------------------------- | ------------------------------------- | --------------------------------- | ---------------------- | ------------------ |
| Platz 1  | Luca 17,44 %                              | Luca 17,49 %            | Luca 17,66 %           | Joey 26,59 %                      | Fabienne 24,33 %            | Jesse 21,41 %               | Daniele 23,59 %                       | Daniele 27,97 %                   | Daniele 34,62 %        | Luca 52,85 %       |
| Platz 2  | Joey 14,12 %                              | Joey 14,84 %            | Joey 16,61 %           | Daniele 15,27 %                   | Joey 16,31 %                | Luca 19,47 %                | Luca 21,86 %                          | Luca 26,02 %                      | Luca 32,83 %           | Daniele 47,15 %    |
| Platz 3  | Daniele 12,97 %                           | Daniele 14,39 %         | Daniele 14,51 %        | Luca 14,89 %                      | Luca 15,67 %                | Daniele 17,39 %             | Jesse 21,66 %                         | Jesse 25,70 %                     | Jesse 32,55 %          |                    |
| Platz 4  | Jesse 08,00 %                             | Vanessa 11,93 %         | Fabienne 10,35 %       | Fabienne 9,69 %                   | Daniele 14,37 %             | Joey 16,17 %                | Fabienne 17,32 %                      | Fabienne 20,31 %                  |                        |                    |
| Platz 5  | Hamed 07,00 %                             | Fabienne 10,76 %        | Hamed 10,03 %          | Jesse 09,58 %                     | Kristof 10,67 %             | Fabienne 16,14 %            | Joey 15,57 %                          |                                   |                        |                    |
| Platz 6  | Vanessa 06,90 %                           | Hamed 08,10 %           | Vanessa 09,48 %        | Hamed 09,14 %                     | Jesse 09,77 %               | Kristof 09,42 %             |                                       |                                   |                        |                    |
| Platz 7  | Fabienne 05,63 %                          | Jesse 07,10 %           | Kristof 08,07 %        | Kristof 07,46 %                   | Hamed 08,88 %               |                             |                                       |                                   |                        |                    |
| Platz 8  | Kristof 04,26 %                           | Silvia 05,84 %          | Jesse 07,66 %          | Vanessa 07,38 %                   |                             |                             |                                       |                                   |                        |                    |
| Platz 9  | Thomas 03,98 %                            | Kristof 05,53 %         | Silvia 05,63 %         |                                   |                             |                             |                                       |                                   |                        |                    |
| Platz 10 | Silvia 03,65 %                            | Thomas 04,02 %          |                        |                                   |                             |                             |                                       |                                   |                        |                    |
| Platz 11 | Christian 03,60 %                         |                         |                        |                                   |                             |                             |                                       |                                   |                        |                    |
| Platz 12 | Jana 03,21 %                              |                         |                        |                                   |                             |                             |                                       |                                   |                        |                    |
| Platz 13 | Ursula 02,70 %                            |                         |                        |                                   |                             |                             |                                       |                                   |                        |                    |
| Platz 14 | Marcello 02,57 %                          |                         |                        |                                   |                             |                             |                                       |                                   |                        |                    |
| Platz 15 | Dennis 02,16 %                            |                         |                        |                                   |                             |                             |                                       |                                   |                        |                    |
| Platz 16 | Angel 01,81 %                             |                         |                        |                                   |                             |                             |                                       |                                   |                        |                    |

### Wer schafft es in die Top 10? – Die Top-16-Show
Die erste Live-Show der neunten Staffel fand am 25. Februar 2012 statt. Die Top-16-Kandidaten sangen zu Beginn der Show den Song Good Feeling von Flo Rida. Die zehn Kandidaten mit den meisten Anruferstimmen kamen direkt weiter. Die letzten sechs schieden, im Gegensatz zu den Vorjahren, ohne Juryentscheidung sofort aus. Aufgrund einer Votingpanne (Zahlendreher bei Kandidat Christian Schöne) konnten Online-User auf dem RTL-Internetportal am folgenden Dienstag 24 Stunden lang über eine zweite Chance für Schöne abstimmen, entschieden sich aber mehrheitlich dagegen.
|  | Startnr. | Name             | Alter * | Interpret, Lied                               | Bemerkung     | Platzierung |
|  | -------- | ---------------- | ------- | --------------------------------------------- | ------------- | ----------- |
|  | 01       | Ursula James     | 20      | Rihanna – We Found Love                       | ausgeschieden | 13 (2,70 %) |
|  | 02       | Daniele Negroni  | 16      | CeeLo Green – Forget You!                     | weiter        | 3 (12,97 %) |
|  | 03       | Fabienne Rothe   | 16      | Maria Mena – Just Hold Me                     | weiter        | 7 0(5,63 %) |
|  | 04       | Christian Schöne | 34      | Queen – I Want to Break Free                  | ausgeschieden | 11 (3,60 %) |
|  | 05       | Marcello Ciurlia | 16      | Bryan Adams – Summer of ’69                   | ausgeschieden | 14 (2,57 %) |
|  | 06       | Angel Burjansky  | 16      | Oleta Adams – Get Here                        | ausgeschieden | 16 (1,81 %) |
|  | 07       | Silvia Amaru     | 21      | Whitney Houston – I Wanna Dance with Somebody | weiter        | 10 (3,65 %) |
|  | 08       | Jesse Ritch      | 20      | Mario – Let Me Love You                       | weiter        | 4 0(8,00 %) |
|  | 09       | Kristof Hering   | 22      | Peter Maffay – Und es war Sommer              | weiter        | 8 0(4,26 %) |
|  | 10       | Dennis Richter   | 28      | James Morrison – I Won’t Let You Go           | ausgeschieden | 15 (2,16 %) |
|  | 11       | Jana Skolina     | 21      | Katy Perry – The One That Got Away            | ausgeschieden | 12 (3,21 %) |
|  | 12       | Hamed Anousheh   | 25      | Taio Cruz feat. Flo Rida – Hangover           | weiter        | 5 0(7,00 %) |
|  | 13       | Thomas Pegram    | 27      | James Taylor – You’ve Got a Friend            | weiter        | 9 0(3,98 %) |
|  | 14       | Joey Heindle     | 18      | 3 Doors Down – Here Without You               | weiter        | 2 (14,12 %) |
|  | 15       | Vanessa Krasniqi | 17      | Mariah Carey – I’ll Be There                  | weiter        | 6 0(6,90 %) |
|  | 16       | Luca Hänni       | 17      | Ed Sheeran – The A Team                       | weiter        | 1 (17,44 %) |

* zu Beginn der Live-Shows (Stichtag: 25. Februar 2012)

### Erste Mottoshow
Die erste Mottoshow fand am 3. März 2012 statt. Sie trug das Motto Hammer Hits. Die Top-10-Kandidaten sangen zu Beginn der Show den Song Troublemaker von Taio Cruz. Seit dieser Show kann man im Internet über den RTL.de-Trendcheck, Flop der Woche, abgestimmt. Diese Woche wurde Kristof Hering gewählt. Um 00:37 Uhr gab Marco Schreyl bekannt, dass Thomas Pegram ausgeschieden ist. Die vier jüngsten Teilnehmer Daniele, Fabienne, Luca und Vanessa durften wegen Vorschriften im Jugendarbeitsschutzgesetz ab 0:00 Uhr (bzw. 22.00 Uhr bei Fabienne) nicht mehr auf der Bühne stehen und sahen die Entscheidung von den Zuschauern aus an. Vor der Entscheidung wurde eine Aufzeichnung des Titels Joyrider gezeigt, den alle Teilnehmer für die Verwendung in der Opel-Werbung eingesungen hatten. Auf opel.de kann man diesen Song kostenlos herunterladen.
|  | Startnr. | Name             | Alter * | Interpret, Lied                          | Bemerkung     | Platzierung |
|  | -------- | ---------------- | ------- | ---------------------------------------- | ------------- | ----------- |
|  | 01       | Silvia Amaru     | 21      | Jessie J – Domino                        | weiter        | 8 0(5,84 %) |
|  | 02       | Kristof Hering   | 23      | Matthias Reim – Verdammt, ich lieb’ Dich | weiter        | 9 0(5,53 %) |
|  | 03       | Thomas Pegram    | 27      | Michael Jackson – Man in the Mirror      | ausgeschieden | 10 (4,02 %) |
|  | 04       | Joey Heindle     | 18      | Train – Hey, Soul Sister                 | weiter        | 2 (14,84 %) |
|  | 05       | Vanessa Krasniqi | 17      | Adele – Rolling in the Deep              | weiter        | 4 (11,93 %) |
|  | 06       | Jesse Ritch      | 20      | Ne-Yo – So Sick                          | weiter        | 7 0(7,10 %) |
|  | 07       | Daniele Negroni  | 16      | Sean Kingston – Beautiful Girls          | weiter        | 3 (14,39 %) |
|  | 08       | Fabienne Rothe   | 16      | Frida Gold – Wovon sollen wir träumen    | weiter        | 5 (10,76 %) |
|  | 09       | Hamed Anousheh   | 25      | James Morrison – You Give Me Something   | weiter        | 6 0(8,10 %) |
|  | 10       | Luca Hänni       | 17      | Boyzone – Baby Can I Hold You            | weiter        | 1 (17,49 %) |

* am Tag der Mottoshow 1 (3. März 2012)

### Zweite Mottoshow
Die zweite Mottoshow fand am 10. März 2012 statt. Sie trug das Motto Party Hits. Die Top-9-Kandidaten sangen zu Beginn der Show das Lied Party Rock Anthem von LMFAO feat. Lauren Bennett & GoonRock. Der RTL.de-Trendcheck: Flop der Woche wurde dieses Mal ebenfalls Kristof.
|  | Startnr. | Name             | Alter * | Interpret, Lied                                            | Bemerkung     | Platzierung |
|  | -------- | ---------------- | ------- | ---------------------------------------------------------- | ------------- | ----------- |
|  | 01       | Kristof Hering   | 23      | Michel Teló – Ai Se Eu Te Pego                             | weiter        | 7 0(8,07 %) |
|  | 02       | Fabienne Rothe   | 16      | Emilíana Torrini – Jungle Drum                             | weiter        | 4 (10,35 %) |
|  | 03       | Jesse Ritch      | 20      | Chris Brown – Yeah 3x                                      | weiter        | 8 0(7,66 %) |
|  | 04       | Silvia Amaru     | 21      | Jennifer Lopez feat. Pitbull – On the Floor                | ausgeschieden | 9 0(5,63 %) |
|  | 05       | Luca Hänni       | 17      | Justin Bieber feat. Ludacris – Baby                        | weiter        | 1 (17,66 %) |
|  | 06       | Daniele Negroni  | 16      | Kid Rock – All Summer Long                                 | weiter        | 3 (14,51 %) |
|  | 07       | Vanessa Krasniqi | 17      | David Guetta feat. Sia – Titanium                          | weiter        | 6 0(9,48 %) |
|  | 08       | Joey Heindle     | 18      | Alcazar – Crying at the Discoteque                         | weiter        | 2 (16,61 %) |
|  | 09       | Hamed Anousheh   | 25      | Pitbull feat. Ne-Yo, Afrojack & Nayer – Give Me Everything | weiter        | 5 (10,03 %) |

* am Tag der Mottoshow 2 (10. März 2012)

### Dritte Mottoshow
Die dritte Mottoshow fand am 17. März 2012 statt. Sie trug das Motto Herzenssongs für Dich. Die Top-8-Kandidaten sangen zu Beginn der Show das Lied For You von Manfred Mann’s Earth Band in der Version der Disco Boys. Im Trendcheck von RTL.de wurde diese Woche wieder der Flop der Woche gewählt. Es wurde, zum dritten Mal in Folge, Kristof Hering. Am Ende der Entscheidungsshow gab Marco Schreyl bekannt, dass Vanessa Krasniqi die DSDS-Villa verlassen muss.
|  | Startnr. | Name             | Alter * | Interpret, Lied                                               | Bemerkung     | Platzierung |
|  | -------- | ---------------- | ------- | ------------------------------------------------------------- | ------------- | ----------- |
|  | 01       | Daniele Negroni  | 16      | Jan Delay – Oh Jonny                                          | weiter        | 2 (15,27 %) |
|  | 02       | Jesse Ritch      | 20      | Bruno Mars – Just the Way You Are                             | weiter        | 5 0(9,58 %) |
|  | 03       | Kristof Hering   | 23      | Peter Maffay – So bist du                                     | weiter        | 7 0(7,46 %) |
|  | 04       | Fabienne Rothe   | 16      | Duffy – Mercy                                                 | weiter        | 4 0(9,69 %) |
|  | 05       | Vanessa Krasniqi | 17      | Leona Lewis – Bleeding Love                                   | ausgeschieden | 8 0(7,38 %) |
|  | 06       | Luca Hänni       | 17      | Kings of Leon – Use Somebody (Piano-Version von Laura Jansen) | weiter        | 3 (14,89 %) |
|  | 07       | Hamed Anousheh   | 25      | Maroon 5 feat. Christina Aguilera – Moves Like Jagger         | weiter        | 6 0(9,14 %) |
|  | 08       | Joey Heindle     | 18      | Herbert Grönemeyer – Der Weg                                  | weiter        | 1 (26,59 %) |

* am Tag der Mottoshow 3 (17. März 2012)

### Vierte Mottoshow
Die vierte Mottoshow fand am 24. März 2012 statt und trug das Motto Ab in den Süden. Daniele Negroni sang das Lied zum Motto: „Ab in den Süden“. Die Top-7-Kandidaten sangen zu Beginn der Show das Lied I Was Made for Lovin’ You von Kiss. Im Trendcheck von RTL.de, „Flop der Woche“, wurde zum vierten Mal in Folge Kandidat Kristof Hering gewählt. Um 23.30 Uhr gab Marco Schreyl bekannt, dass Hamed Anousheh ausgeschieden ist und die DSDS-Villa verlassen muss.
|  | Startnr. | Name            | Alter * | Interpret, Lied                                   | Bemerkung     | Platzierung |
|  | -------- | --------------- | ------- | ------------------------------------------------- | ------------- | ----------- |
|  | 01       | Jesse Ritch     | 20      | Lucenzo feat. Don Omar – Danza Kuduro             | weiter        | 6 0(9,77 %) |
|  | 02       | Fabienne Rothe  | 16      | 2raumwohnung – 36 Grad                            | weiter        | 1 (24,33 %) |
|  | 03       | Kristof Hering  | 23      | Dieter Thomas Kuhn – Über den Wolken              | weiter        | 5 (10,67 %) |
|  | 04       | Luca Hänni      | 17      | Sting – Fields of Gold                            | weiter        | 3 (15,67 %) |
|  | 05       | Hamed Anousheh  | 25      | Olly Murs feat. Rizzle Kicks – Heart Skips a Beat | ausgeschieden | 7 0(8,88 %) |
|  | 06       | Joey Heindle    | 18      | John Paul Young – Love Is in the Air              | weiter        | 2 (16,31 %) |
|  | 07       | Daniele Negroni | 16      | Buddy feat. DJ The Wave – Ab in den Süden         | weiter        | 4 (14,37 %) |

* am Tag der Mottoshow 4 (24. März 2012)

### Fünfte Mottoshow
Die fünfte Mottoshow fand am 31. März 2012 statt und trug das Motto Solo und Duette. Die Top-6-Kandidaten sangen zum ersten Mal zwei Lieder, außerdem gab es erstmals in der DSDS-Geschichte in den Live-Shows Duette zu hören. Am Anfang der Show sangen die 6 Kandidaten das Lied Without You von David Guetta feat. Usher. Als erstes wurden die Duette, dann die Solos gesungen. Der „Flop der Woche“ des RTL.de-Trendchecks wurde zum mittlerweile fünften Mal in Folge Kristof Hering.

Am Anfang der Entscheidungsshow, um 23.49 Uhr sangen die Overtones ihre Single Gambling Man, welche auch der Song für den neuen Sender RTL Nitro, der ab dem 1. April 2012 läuft, ist.
Um 00.11 Uhr gab Marco Schreyl bekannt, dass Kristof Hering ausgeschieden ist.
|  | Startnr. | Name            | Alter * | 1. Interpret, Lied                     | 2. Interpret, Lied                              | Bemerkung     | Platzierung |
|  | -------- | --------------- | ------- | -------------------------------------- | ----------------------------------------------- | ------------- | ----------- |
|  | 01       | Jesse Ritch     | 20      | Taio Cruz feat. Kylie Minogue – Higher | Usher feat. Pitbull – DJ Got Us Fallin’ in Love | weiter        | 1 (21,41 %) |
|  | 02       | Fabienne Rothe  | 16      | Taio Cruz feat. Kylie Minogue – Higher | Yael Naim – New Soul                            | weiter        | 5 (16,14 %) |
|  | 03       | Daniele Negroni | 16      | Village People – Y.M.C.A.              | Caligola – Forgive Forget                       | weiter        | 3 (17,39 %) |
|  | 04       | Kristof Hering  | 23      | Village People – Y.M.C.A.              | Roland Kaiser – Joana                           | ausgeschieden | 6 0(9,42 %) |
|  | 05       | Luca Hänni      | 17      | Enrique Iglesias – Hero                | Milow – You and Me (In My Pocket)               | weiter        | 2 (19,47 %) |
|  | 06       | Joey Heindle    | 18      | Enrique Iglesias – Hero                | Xavier Naidoo – Bitte hör nicht auf zu träumen  | weiter        | 4 (16,17 %) |

* am Tag der Mottoshow 5 (31. März 2012)

### Sechste Mottoshow
Die sechste Mottoshow fand am 7. April 2012 statt. Sie trug das Motto Unplugged vs. Power Songs. Zu Beginn der Show sangen die Top-5-Kandidaten den Song Don’t Wanna Go Home von Jason Derulo. Es wurde abwechselnd ein Unplugged-Song und ein Power Song gesungen. Der „RTL.de-Trendcheck-Flop der Woche“ wurde Joey Heindle, welcher auch gehen musste. Das Ergebnis gab Marco Schreyl um 23.54 Uhr bekannt.
|  | Startnr. | Name            | Alter * | 1. Interpret, Lied                                     | 2. Interpret, Lied                                | Bemerkung     | Platzierung |
|  | -------- | --------------- | ------- | ------------------------------------------------------ | ------------------------------------------------- | ------------- | ----------- |
|  | 01       | Fabienne Rothe  | 16      | Adele – Someone like You (Piano-Version)               | Martin Solveig feat. Dragonette – Hello           | weiter        | 4 (17,32 %) |
|  | 02       | Jesse Ritch     | 20      | Jason Derulo – Breathing                               | Blue – Breathe Easy (Piano-Version)               | weiter        | 3 (21,66 %) |
|  | 03       | Daniele Negroni | 16      | Udo Lindenberg feat. Clueso – Cello (Gitarren-Version) | Bon Jovi – It’s My Life                           | weiter        | 1 (23,59 %) |
|  | 04       | Joey Heindle    | 18      | Bruno Mars – Grenade                                   | Limp Bizkit – Behind Blue Eyes (Gitarren-Version) | ausgeschieden | 5 (15,57 %) |
|  | 05       | Luca Hänni      | 17      | Plain White T’s – Hey There Delilah (Gitarren-Version) | Hurts – Wonderful Life                            | weiter        | 2 (21,86 %) |

* am Tag der Mottoshow 6 (7. April 2012)

### Siebte Mottoshow
Die siebte Mottoshow fand am 14. April statt und trug das Motto Klassik, Pop und Rock. Die Kandidaten sangen erstmals drei Lieder. Zu Beginn der Show sangen die Top-4-Kandidaten das Lied Turn This Club Around von R.I.O. feat. U-Jean. Flop der Woche des RTL.de-Trendchecks wurde Fabienne Rothe.
Als erstes wurden die Pop-, dann die Rock- und zum Schluss die Klassik-Lieder gesungen. Es gab zum ersten Mal eine sogenannte „Sofortentscheidung“, das heißt, die Entscheidung kam sofort nach der Show und wurde nicht durch eine Pause und eine andere Show für eine Stunde unterbrochen. Schreyl nannte das Ergebnis schon um 22:57 Uhr. Daher durften Daniele und Luca im Gegensatz zu Fabienne noch auf der Bühne stehen. Letztere schied aus und belegte den 4. Platz. Sie ist das bestplatzierte Mädchen der neunten Staffel.
|  | Startnr. | Name            | Alter * | 1. Interpret, Lied (Pop)                           | 2. Interpret, Lied (Rock)    | 3. Interpret, Lied (Klassik)              | Bemerkung     | Platzierung |
|  | -------- | --------------- | ------- | -------------------------------------------------- | ---------------------------- | ----------------------------------------- | ------------- | ----------- |
|  | 01       | Fabienne Rothe  | 16      | Katy Perry – Hot’n’Cold                            | Alannah Myles – Black Velvet | Rosenstolz – Liebe ist alles              | ausgeschieden | 4 (20,31 %) |
|  | 02       | Jesse Ritch     | 20      | Sean Paul – She Doesn’t Mind                       | Europe – The Final Countdown | Michael Jackson – Earth Song              | weiter        | 3 (25,70 %) |
|  | 03       | Daniele Negroni | 16      | Boyzone – No Matter What                           | Kings of Leon – Sex on Fire  | Guns N’ Roses – Knockin’ on Heaven’s Door | weiter        | 1 (27,97 %) |
|  | 04       | Luca Hänni      | 17      | Chris Brown feat. Benny Benassi – Beautiful People | Snow Patrol – Chasing Cars   | Philipp Poisel – Eiserner Steg            | weiter        | 2 (26,02 %) |

* am Tag der Mottoshow 7 (14. April 2012)

### Halbfinale
Die achte Mottoshow fand am 21. April 2012 statt. Es war das Halbfinale und trug kein bestimmtes Motto. Die letzten drei Kandidaten sangen wieder drei Songs. Zu Anfang der Show sangen die Top-3-Kandidaten das Lied Relight My Fire von Dan Hartman. Am Ende sangen sie noch ein Lied, nämlich Live My Life von Far East Movement feat. Justin Bieber. Direkt danach kam wieder eine „Sofortentscheidung“, in der Marco Schreyl bekannt gab, dass Jesse der Drittplatzierte von DSDS 2012 ist.
|  | Startnr. | Name            | Alter * | 1. Interpret, Lied                      | 2. Interpret, Lied                            | 3. Interpret, Lied         | Bemerkung     | Platzierung |
|  | -------- | --------------- | ------- | --------------------------------------- | --------------------------------------------- | -------------------------- | ------------- | ----------- |
|  | 01       | Daniele Negroni | 16      | Madcon – Beggin’                        | The Calling – Wherever You Will Go            | Train – Drive By           | weiter        | 1 (34,62 %) |
|  | 02       | Jesse Ritch     | 20      | Bisou – Die erste Träne                 | The Police – Every Breath You Take            | Craig David – Unbelievable | ausgeschieden | 3 (32,55 %) |
|  | 03       | Luca Hänni      | 17      | The Script – The Man Who Can’t Be Moved | DJ Antoine feat. The Beat Shakers – Ma Chérie | Silbermond – Das Beste     | weiter        | 2 (32,83 %) |

* am Tag des Halbfinals (21. April 2012)

### Finale
Das Finale fand am 28. April 2012 statt. Die beiden Finalisten sangen den von Dieter Bohlen komponierten Titel Don’t Think About Me. Außerdem sangen die beiden ein Lied nach Wahl und ihr persönliches Staffelhighlight. Am Anfang der Show sangen nochmal alle Top-10-Kandidaten, bis auf die beiden Finalisten, zusammen den Song Good Feeling von Flo Rida. Luca und Daniele sangen im Anschluss das Lied There She Goes von Taio Cruz. Nach dem zweiten Song gab es noch ein Duett der Beiden: Almost Lover von A Fine Frenzy.
 Da beide Finalisten noch minderjährig sind, gab es wieder die „Sofortentscheidung“ nach dem letzten Lied.
Luca Hänni ist der Sieger der neunten Staffel und somit Superstar 2012.
|  | Startnr. | Name            | Alter * | 1. Interpret, Lied (Lied nach Wahl) | 2. Interpret, Lied (Staffelhighlight) | 3. Interpret, Lied (Finalsong)                       | Bemerkung | Platzierung |
|  | -------- | --------------- | ------- | ----------------------------------- | ------------------------------------- | ---------------------------------------------------- | --------- | ----------- |
|  | 01       | Daniele Negroni | 16      | Mando Diao – Dance with Somebody    | Caligola – Forgive Forget             | Komposition von Dieter Bohlen – Don’t Think About Me | 2. Platz  | 2 (47,15 %) |
|  | 02       | Luca Hänni      | 17      | Polarkreis 18 – Allein Allein       | Ed Sheeran – The A Team               | Komposition von Dieter Bohlen – Don’t Think About Me | Sieger    | 1 (52,85 %) |

* am Tag des Finals (28. April 2012)

## Quoten
| Folge                  | Inhalt der Folge | Erstausstrahlung     | Zuschauerzahl ab 3 Jahren | Marktanteil ab 3 Jahren | Zuschauerzahl 14- bis 49-Jährige | Marktanteil 14- bis 49-Jährige |
| ---------------------- | ---------------- | -------------------- | ------------------------- | ----------------------- | -------------------------------- | ------------------------------ |
| Folge 01               | Castings         | Sa, 7. Januar 2012   | 6,17 Mio.                 | 18,8 %                  | 3,70 Mio.                        | 31,0 %                         |
| Folge 02               | Castings         | Mi, 11. Januar 2012  | 5,56 Mio.                 | 17,1 %                  | 3,41 Mio.                        | 26,6 %                         |
| Folge 03               | Castings         | Sa, 14. Januar 2012  | 5,84 Mio.                 | 18,5 %                  | 3,25 Mio.                        | 28,9 %                         |
| Folge 04               | Castings         | Mi, 18. Januar 2012  | 5,22 Mio.                 | 15,6 %                  | 3,31 Mio.                        | 25,2 %                         |
| Folge 05               | Castings         | Sa, 21. Januar 2012  | 5,10 Mio.                 | ? %                     | 2,94 Mio.                        | 24,7 %                         |
| Folge 06               | Castings         | Mi, 25. Januar 2012  | 5,52 Mio.                 | 16,8 %                  | 3,47 Mio.                        | 27,5 %                         |
| Folge 07               | Castings         | Sa, 28. Januar 2012  | 5,45 Mio.                 | 17,5 %                  | 3,24 Mio.                        | 29,2 %                         |
| Folge 08               | Recall 1         | Mi, 1. Februar 2012  | 5,64 Mio.                 | 17,0 %                  | 3,54 Mio.                        | 27,5 %                         |
| Folge 09               | Recall 2         | Sa, 4. Februar 2012  | 5,60 Mio.                 | 17,4 %                  | 3,31 Mio.                        | 28,2 %                         |
| Folge 10               | Recall 3         | Mi, 8. Februar 2012  | 4,99 Mio.                 | 14,8 %                  | 3,11 Mio.                        | 23,0 %                         |
| Folge 11               | Recall 4         | Sa, 11. Februar 2012 | 5,35 Mio.                 | 16,7 %                  | 3,17 Mio.                        | 26,3 %                         |
| Folge 12               | Recall 5         | Mi, 15. Februar 2012 | 5,31 Mio.                 | 15,8 %                  | 3,25 Mio.                        | 24,5 %                         |
| Folge 13               | Recall 6         | Sa, 18. Februar 2012 | 5,50 Mio.                 | 17,0 %                  | 3,29 Mio.                        | 27,1 %                         |
| Folge 14               | Recall 7         | Mi, 22. Februar 2012 | 4,95 Mio.                 | ? %                     | 3,15 Mio.                        | 23,8 %                         |
| Folge 15               | Top 16 Show      | Sa, 25. Februar 2012 | 5,40 Mio.                 | 17,6 %                  | 3,40 Mio.                        | 28,3 %                         |
| Folge 16               | Mottoshow 1      | Sa, 3. März 2012     | 5,69 Mio.                 | 17,8 %                  | 3,36 Mio.                        | 27,9 %                         |
| Folge 17               | Mottoshow 2      | Sa, 10. März 2012    | 4,86 Mio.                 | 15,4 %                  | 2,92 Mio.                        | 24,2 %                         |
| Folge 18               | Mottoshow 3      | Sa, 17. März 2012    | 4,77 Mio.                 | 15,2 %                  | 2,88 Mio.                        | 25,1 %                         |
| Folge 19               | Mottoshow 4      | Sa, 24. März 2012    | 4,69 Mio.                 | 15,2 %                  | 2,71 Mio.                        | 23,0 %                         |
| Folge 20               | Mottoshow 5      | Sa, 31. März 2012    | 4,85 Mio.                 | 16,0 %                  | 2,59 Mio.                        | 23,3 %                         |
| Folge 21               | Mottoshow 6      | Sa, 7. April 2012    | 4,39 Mio.                 | 14,7 %                  | ? Mio.                           | 23,0 %                         |
| Folge 22               | Mottoshow 7      | Sa, 14. April 2012   | 4,26 Mio.                 | 14,5 %                  | ? Mio.                           | 21,9 %                         |
| Folge 23               | Halbfinale       | Sa, 21. April 2012   | ? Mio.                    | 15,5 %                  | 4,65 Mio.                        | 23,4 %                         |
| Folge 24               | Finale           | Sa, 28. April 2012   |                           | 18,1 %                  | 4,71 Mio.                        | 28,3 %                         |
| Quelle: Quotenmeter.de |                  |                      |                           |                         |                                  |                                |